# Catastrophe de Koshe
 (mars 2017).
La catastrophe de Koshe se produit le 11 mars 2017 à Koshe (en), dans la banlieue d'Addis-Adeba, capitale de l'Éthiopie. Des travaux de terrassement de la décharge qui s'y trouve ont provoqué un effondrement de la montagne de déchets alors que de nombreux chiffonniers s'y trouvaient (environ 150 y vivent en permanence),. Le bilan est d'au moins 113 morts selon Le Monde.
L'Agence française de développement finance des travaux de fermeture de cette décharge et l'ouverture d'une nouvelle. Ces travaux visaient à installer une centrale de méthanisation.